# 上瑟罗瓦特卡市镇
上瑟罗瓦特卡乡级市镇（烏克蘭語：Верхньосироватська сільська громада），是乌克兰东北部蘇梅州蘇梅區的乡级市镇，行政中心为上瑟羅瓦特卡。市镇面积为174.65平方公里，2018年人口数量为6,344人。该市镇成立于2017年4月18日。

## 居民点
该市镇包括8个村庄和两个乡村居民点。